# Edmond-René Labande
Pour les articles homonymes, voir Labande.
Edmond-René Labande est un historien français, spécialiste des pèlerins au Moyen Âge, né le 11 juin 1908 à Paris et mort le 22 juillet 1992 à Poitiers.

## Biographie
Orphelin, il est éduqué par son grand-père Alfred Jeanroy, spécialiste de la littérature médiévale. Il suit les cours de la Sorbonne de 1925 à 1928, de l’École pratique des hautes études, puis de l’École des chartes de 1928 à 1931, devient archiviste paléographe (1931) et part à l’École française de Rome (1931-1933). Il occupe ensuite différents postes de professeur d’histoire-géographie à Toulon, Alger, Florence, La Flèche.
Il double son travail de recherche sur les pèlerins médiévaux de sa propre quête spirituelle, et accomplit à pied les pèlerinages de Chartres, Lourdes, Compostelle, Rome notamment. Il est tertiaire franciscain à partir de 1942.
Il enseigne à l’université de Poitiers à partir de 1947, avec un poste de professeur en 1949, et devient cofondateur du Centre d'études supérieures de civilisation médiévale (CESCM) avec Gaston Berger (1954), et le dirige de 1966 à 1975, après en avoir été le codirecteur avec René Crozet. Il est également à la tête des Cahiers de civilisation médiévale dès leur création en 1958. Il part à la retraite en 1975.
Il dirige la publication :
- du Corpus des inscriptions de la France médiévale (disponible en ligne) ;
- de Guibert de Nogent, Autobiographie, Paris : Les Belles Lettres, collection « Les Classiques de l'histoire de France au Moyen Age », 1981 ;
- et avec son épouse avec Y. Mailfert, du Répertoire international des médiévistes (CESCM, 9 éditions jusqu’en 1999[4]) ;

Il collabore à la rédaction du Dictionnaire de spiritualité.
Il est trois fois président de la Société des antiquaires de l'Ouest.
Il rencontre Yvonne Mailfert à l’école des Chartes, qu’il épouse en 1932.

## Publications
- Rinaldo Orsini, comte de Tagliacozzo (1390) et les premières guerres suscitées en Italie par le Grand schisme, thèse de doctorat publiée à Monaco/Paris : Picard, 1939.
- Étude sur Baudouin de Sebourc. Chanson de geste, légende poétique de Baudoin II du Bourg, roi de Jérusalem, Paris : Droz, 1940 (thèse secondaire).
- Sainte Catherine de Sienne et le duc d’Anjou, Annales de l’Université de Poitiers, 1949.
- avec Y. Mailfert, Florence, Paris, Arthaud, coll. Les beaux pays, 1949 (3 éditions, traduction en anglais).
- avec Y. Mailfert, Rome, Paris, Arthaud, coll. Les beaux pays, 1950 (3 éditions, traduction en anglais et en espagnol).
- avec Y. Mailfert, Sanctuaires d’Italie, 1952
- avec Y. Mailfert, Naples et la Campanie, Paris : Arthaud, collection Les Beaux Pays, 1954 (traduction en anglais).
- L'Italie de la Renaissance. Duecento - Trecento - Quattrocento. Évolution d'une société, Payot, 1954.
- Clément V et le Poitou, 1957.
- Chanoine Étienne Delaruelle, Edmond-René Labande, Paul Ourliac, L’Église au temps du Grand schisme et de la crise conciliaire, 1378-1449, Histoire de l’Église Fliche et Martin, tome XIV, 1962 et 1964, 2 volumes, 1231 pages
- Spiritualité et vie littéraire de l’Occident. Xe-XIVe, Londres : Variorum Repr., 1974.
- (coauteur), Histoire du Poitou, du Limousin et des pays charentais, Toulouse : Privat, 1976.
- Edmond-René Labande (directeur de publication), Yves Chauvin, Georges Pon (édition et traduction), La Fondation de l’abbaye de Maillezais, récit du moine Pierre, La Roche-sur-Yon : Centre vendéen de recherches historiques, 2001.f
- Pauper et peregrinus - Problèmes, comportements et mentalités du pèlerin chrétien, Turnhout, Brepols, 2004.
- Pour une image véridique d’Aliénor d’Aquitaine, préface de Martin Aurell. Société des antiquaires de l'Ouest/Geste éditions, 2005.  (ISBN 2-84561-224-9) (première édition 1953 dans le bulletin de la société des Antiquaires de l'Ouest, 3e trimestre)